# Alfred Angas Scott
Alfred Angas Scott (* 5. Oktober 1874 in Bradford; † 11. August 1923 in Bradford) war ein englischer Ingenieur und Geschäftsmann.
Seine Schulausbildung führte über Schulen in Melrose (Selkirk, Schottland) und Abbotsholme in der Nähe von Uttoxeter (Staffordshire) schließlich zu einem Jahr auf einer höheren Schule, die er vom 1. Juli 1891 bis Juli 1892 besuchte. 
Scott machte eine Ausbildung zum Ingenieur bei Douglas & Grant in Kirkcaldy und bei W. Sisson & Co Ltd, Gloucestereinem, beides Schiffsmaschinenhersteller. Während seiner Ausbildung erlernte er die Auslegung von Kolbenmaschinen und er erwarb dort auch seine mechanischen Kenntnisse. 
Nach dem Ende der Ausbildung wandte er sich dem boomenden Fahrradmarkt zu. Bereits 1894 konnte er eine Felgenbremse zum Patent anmelden. 1898 entwickelte er seinen ersten, ungewöhnlich konstruierten Zweizylinder-Zweitaktmotor: Die Kurbeln waren fliegend (einseitig) gelagert, zwischen den Lagern saßen Schwungrad und Primärtriebszahnrad. Die Pleuel ließen sich ohne Zerlegen der Kurbelwelle ausbauen. Für diese Konstruktion wurde ihm 1902 ein Patent erteilt. 1909 gründete er die Scott Engineering Company.
Scott verließ 1919 die Motorradfabrik und gründete ein Unternehmen, das Dreiradfahrzeuge, das sogenannte Scott Sociable, herstellte. Diese erwiesen sich jedoch als nicht erfolgreich.
Als Hobby interessierte sich Scott für die Speläologie, was ihm mittelbar zum Verhängnis wurde. Nach einem ausgiebigen Ausflug in eine Höhle, von dem er durchnässt zurückkam, starb Alfred Angas Scott 1923 an einer Lungenentzündung.
| Personendaten    | Personendaten                          |
| ---------------- | -------------------------------------- |
| NAME             | Scott, Alfred Angas                    |
| KURZBESCHREIBUNG | englischer Ingenieur und Geschäftsmann |
| GEBURTSDATUM     | 5. Oktober 1874                        |
| GEBURTSORT       | Bradford                               |
| STERBEDATUM      | 11. August 1923                        |
| STERBEORT        | Bradford                               |